# Vjatjeslav Malafejev
Vjatjeslav Aleksandrovitj Malafejev (på russisk Вячесла́в Алекса́ндрович Малафе́ев) (født 4. marts 1979 i Leningrad, Sovjetunionen) er en russisk tidligere fodboldspiller, der tilbragte hele sin seniorkarriere, fra 1997 til 2016, som målmand hos den russiske ligaklub Zenit Skt. Petersborg. Han vandt med klubben det russiske mesterskab i 2007, samt UEFA Cuppen og UEFA Super Cuppen i 2008.

## Landshold
Malafejev nåede i sin tid som landsholdspiller (2003-2012) at spille 29 kampe for russiske landshold, som han debuterede for den 19. november 2003 i et opgør mod Wales. Han var efterfølgende en del af den russiske trup til både EM i 2004 i Portugal, samt til EM i 2008 i Østrig og Schweiz.